# Rătăcirile elevului Törless
Rătăcirile elevului Törless (în germană Die Verwirrungen des Zöglings Törless) este un roman filozofic al scriitorului austriac Robert Musil. A apărut în 1906 la editura Wiener și este opera sa de debut. În 1966, regizorul german Volker Schlöndorff a realizat filmul Der junge Törless bazat pe acest roman. A fost tradus în limba română de Cornelia Andriescu și publicat în 1993 la Editura Canova din Iași.
Cartea lui Musil este aparent un bildungsroman, o poveste a unui tânăr bărbat dezorientat în căutarea valorilor morale în societate și a semnificației acestor valori pentru el.
Roman expresionist, bazat pe experiența personală a lui Musil la o școală militară din Hranice (atunci în Austro-Ungaria, acum în Republica Cehă), a fost scris potrivit lui Musil din plictiseală. În ultimii săi ani de viață, totuși, Musil a negat că romanul a fost despre experiențele sale din tinerețe. Datorită conținutului sexual explicit, romanul a provocat inițial un scandal în rândul cititorilor și al autorităților din Austro-Ungaria.
Mai târziu, în text au fost identificate diferite prefigurări ale fascismului, inclusiv personajele Beineberg și Reiting, care par a fi elevi disciplinați în timpul zilei, dar care, noaptea, abuzează fără nicio rușine pe colegii lor de clasă, atât psihologic, fizic cât și sexual.

## Prezentare
Trei studenți ai unei școli internat austriece, Reiting, Beineberg și Törless, îl prind pe colegul lor de clasă, Basini, când acesta a furat bani de la unul dintre cei trei și hotărăsc să-l pedepsească în loc să-l ducă în fața autoritățile școlare. Încep să-l abuzeze, mai întâi fizic și apoi psihic și sexual, în timp ce îl șantajează și-l amenință că o să-l denunțe. Tratamentul lor abuziv aplicat lui Basini devine în mod deschis sexual și din ce în ce mai sadic; totuși, el suportă toată tortura chiar și atunci când, după ce a fost privat de orice demnitate, el este discreditat de întreaga clasă.
Confuzia morală și sexuală a lui Törless îl determină să se alăture lui Beineberg și lui Reiting în tratamentul degradant aplicat de aceștia lui Basini; el este atât atras sexual de Basini, cât și de Beineberg și respins de ei. El observă și ia parte la tortura și violul lui Basini, în timp ce își spune că încearcă să înțeleagă decalajul dintre sinele său rațional și sinele său irațional obscur; el este un observator deranjat și disperat al propriilor sale stări de conștiință. Homosexualul Basini  este oarecum complice al abuzului, deoarece se pare că se bucură de aspectul sexual al experimentelor lui Beineberg și Reiting. Beinberg și Reiting compensează rușinea lor în legătură cu atracția lor față de Basini, dezonorându-l. Basini își mărturisește dragostea sa pentru Törless, iar Törless îi răspunde asemănător într-o oarecare măsură, dar în cele din urmă îl respinge datorită lipsei de dorință a lui Basini de a lua atitudine. Acest dezgust împreună cu pasivitatea lui Basini îl conduce, în cele din urmă, aproape fără îndoială, să ia atitudine împotriva lui Beineberg și Reiting. Atunci când chinul devine insuportabil, Törless îi sfătuiește pe Basini să se autodenunțe la director ca pe o cale de ieșire din această situație.
Începe o anchetă, dar Basini este singurul care este găsit vinovat. Törless ține un discurs existențial ciudat autorităților școlare cu privire la decalajul dintre rațional și irațional ("... la urma urmei, lucrurile se întâmplă"), ceea ce bagă în ceață autoritățile mai mult decât orice altceva. Autoritățile decid că Törless are un intelect prea rafinat pentru institutul lor și le sugerează părinților săi ca acesta să fie educat privat, concluzie pe care o trage și el singur.
Alte linii narative secundare includ experiența lui Törless cu prostituata locală Božena, întâlnirea cu profesorul său de matematică și analiza atitudinii părinților față de lume.

## Primire
În august 1903 Robert Musil a lucrat serios la acest roman. În 1905, a terminat redactarea romanului și a trimis manuscrisul mai multor edituri din Berlin și Viena. Celebrul critic literar berlinez Alfred Kerr, căruia i-a dat un exemplar, l-a considerat promițător.
În octombrie 1906 apare romanul Rătăcirile elevului Törless la Wiener Verlag. Critica elogioasă publicată la 21 decembrie în ziarul Der Tag a crescut vânzările romanului. Acesta a fost inspirat din anii petrecuți de Musil la liceul militar, chiar dacă autorul a refuzat orice apropiere autobiografică. Intriga romanului evocă raporturile ambigue pe care le întrețin elevii școlii. Succesul critic considerabil cu care a fost primită cartea l-a făcut pe Musil să spere că ar putea trăi din scris în viitor.
Datorită conținutului sexual explicit, romanul a provocat inițial un scandal în rândul cititorilor și al autorităților din Austro-Ungaria.

## Adaptări
În 1966 regizorul german Volker Schlöndorff a realizat filmul Der junge Törless bazat pe acest roman.
În perioada 28 august – 4 septembrie 2015, la Teatrul Național „Ion Luca Caragiale” din București a avut loc Festivalul Internațional de Teatru NETA 2015 în cadrul căruia a fost jucată și piesa de teatru Confuzii. Aceasta este bazată pe romanul Rătăcirile elevului Törless și a fost o coproducție între compania croată Eurokaz, Academia de Arte Dramatice din Zagreb și colectivul artistic Domino.

## Traduceri în limba română
- Rătăcirile elevului Törless, traducere din limba germană de Cornelia Andriescu, Editura Canova, Iași, 1993, 198 pagini, ISBN 973-95561-4-0[4]
- Rătăcirile elevului Törless, traducere din limba germană de Cornelia Andriescu, Editura Humanitas, Colecția Cartea de pe noptiera, București, 2004, 192 pagini, ISBN 973-50-0682-0